# Nederlandse kampioenschappen atletiek 1955
In 1955 werden de Nederlandse kampioenschappen atletiek gehouden op 6 en 7 augustus op de Nenijto-baan in Rotterdam. De organisatie lag in handen van het district Zuid-Holland van de KNAU. De weersomstandigheden waren regenachtig en hadden een nadelige invloed op de prestaties. 
Op 18 september werden eveneens op de Nenijto-baan in Rotterdam het NK op de onderdelen 200 m horden, 3000 m steeplechase en kogelslingeren gehouden.
Het NK marathon werd op 28 augustus gehouden in Enschede als onderdeel van de jaarlijkse internationale marathon.
De Nederlandse kampioenschappen tienkamp (heren) werden op 17 en 18 september gehouden op de Nenijto-baan in Rotterdam en de vijfkamp (dames) op 3 en 4 september in Rijswijk bij Clubhuis Te Werve. 
Het Nederlandse kampioenschap 20 km snelwandelen werd niet gehouden.

## Uitslagen

### 100 m
| rang   | atleet            | prestatie |
| ------ | ----------------- | --------- |
| Goud   | Theo Saat         | 10,6 s    |
| Zilver | Hayo Rulander     | 10,7 s    |
| Brons  | Aad van Hardeveld | 10,8 s    |

| rang   | atlete                 | prestatie |
| ------ | ---------------------- | --------- |
| Goud   | Puck van Duyne-Brouwer | 12,2 s    |
| Zilver | Elly Witkamp           | 12,3 s    |
| Brons  | Ali Verbeek            | 12,4 s    |

### 200 m
| rang   | atleet            | prestatie |
| ------ | ----------------- | --------- |
| Goud   | Aad van Hardeveld | 21,4 s    |
| Zilver | Hayo Rulander     | 21,4 s    |
| Brons  | Teun Aret         | 21,7 s    |

| rang   | atlete                 | prestatie |
| ------ | ---------------------- | --------- |
| Goud   | Puck van Duyne-Brouwer | 25,0 s    |
| Zilver | Elly Witkamp           | 25,0 s    |
| Brons  | Sietske Jeltema        | 25,2 s    |

### 400 m
| rang   | atleet          | prestatie |
| ------ | --------------- | --------- |
| Goud   | Chris Smildiger | 49,6 s    |
| Zilver | Emile Smulders  | 49,8 s    |
| Brons  | P. de Kan       | 50,0 s    |

### 800 m
| rang   | atleet         | prestatie |
| ------ | -------------- | --------- |
| Goud   | Harry de Kroon | 2.01,5    |
| Zilver | Flip Koudijs   | 2.01,6    |
| Brons  | Ben Veltman    | 2.01,7    |

| rang   | atlete                     | prestatie |
| ------ | -------------------------- | --------- |
| Goud   | Wil Grezel                 | 2.27,2    |
| Zilver | Ans Greefhorst-van Overdam | 2.30,7    |
| Brons  | H.J. Schouten              | 2.33,0    |

### 1500 m
| rang   | atleet             | prestatie |
| ------ | ------------------ | --------- |
| Goud   | Ronald Spierenburg | 4.02,2    |
| Zilver | Wim Roovers        | 4.02,8    |
| Brons  | E. Cornelisz       | 4.03,4    |

### 5000 m
| rang   | atleet               | prestatie |
| ------ | -------------------- | --------- |
| Goud   | Jan Fekkes           | 15.04,6   |
| Zilver | Henk Viset           | 15.04,6   |
| Brons  | Henk van de Veerdonk | 15.25,7   |

### 10.000 m
| rang   | atleet            | prestatie |
| ------ | ----------------- | --------- |
| Goud   | Paul Verra        | 32.05,4   |
| Zilver | A. van der Linden | 32.06.0   |
| Brons  | Jan Vergeer       | 32.06,4   |

### 110 m horden/80 m horden
| rang   | atleet          | prestatie |
| ------ | --------------- | --------- |
| Goud   | Peter Nederhand | 15,2 s    |
| Zilver | L. Vlamings     | 15,4 s    |
| Brons  | H. Otten        | 15,5 s    |

| rang   | atlete        | prestatie |
| ------ | ------------- | --------- |
| Goud   | Selma Heystek | 11,5 s    |
| Zilver | Imke Vaal     | 11,9 s    |
| Brons  | J. van Dongen | 12,2 s    |

### 200 m horden
| rang   | atleet            | prestatie |
| ------ | ----------------- | --------- |
| Goud   | Jan Parlevliet    | 24,1      |
| Zilver | Cees Sleeuwenhoek | 25,2      |
| Brons  | Frans Buys        | 25,3      |

### 400 m horden
| rang   | atleet        | prestatie |
| ------ | ------------- | --------- |
| Goud   | Philip Zock   | 56,6 s    |
| Zilver | Frans Buijs   | 57,0 s    |
| Brons  | Harm Hendriks | 57,2 s    |

### 3000 m steeplechase
| rang   | atleet      | prestatie |
| ------ | ----------- | --------- |
| Goud   | Jan Vergeer | 9.37,0    |
| Zilver | Hein Cujé   | 9.49,3    |
| Brons  | Wim Lam     | 9.54,0    |

### Verspringen
| rang   | atleet            | prestatie |
| ------ | ----------------- | --------- |
| Goud   | Henk Visser       | 7,04 m    |
| Zilver | Cees Sleeuwenhoek | 6,73 m    |
| Brons  | Gerard Weisscher  | 6,47 m    |

| rang   | atlete             | prestatie |
| ------ | ------------------ | --------- |
| Goud   | Imke Vaal          | 5,50 m    |
| Zilver | Wemmy Scholtemeyer | 5,46 m    |
| Brons  | Senny Mastenbroek  | 5,41 m    |

### Hink-stap-springen
| rang   | atleet          | prestatie |
| ------ | --------------- | --------- |
| Goud   | Henk van Egmond | 13,93 m   |
| Zilver | J. van der Maat | 13,82 m   |
| Brons  | D. Oosterhagen  | 13,32 m   |

### Hoogspringen
| rang   | atleet               | prestatie |
| ------ | -------------------- | --------- |
| Goud   | Peter Nederhand      | 1,81 m    |
| Zilver | A. van Oosten        | 1,81 m    |
| Brons  | Jan Willem Nummerdor | 1,81 m    |

| rang   | atlete        | prestatie |
| ------ | ------------- | --------- |
| Goud   | Nel Zwier     | 1,56½ m   |
| Zilver | Tine de Vries | 1,51½ m   |
| Brons  | Dini Hobers   | 1,46½ m   |

### Polsstokhoogspringen
| rang   | atleet           | prestatie |
| ------ | ---------------- | --------- |
| Goud   | Marinus van Es   | 3,60 m    |
| Zilver | Cor Lamoree      | 3,50 m    |
| Brons  | Harry Hofmeester | 3,40 m    |

### Kogelstoten
| rang   | atleet            | prestatie |
| ------ | ----------------- | --------- |
| Goud   | Cees Koch         | 14,02 m   |
| Zilver | Jaap van der Maat | 13,26 m   |
| Brons  | Henk Kluft        | 12,94 m   |

| rang   | atlete               | prestatie |
| ------ | -------------------- | --------- |
| Goud   | Fanny Blankers-Koen  | 11,90 m   |
| Zilver | Dini Hobers          | 11,76½ m  |
| Brons  | Corrie van den Bosch | 11,34½ m  |

### Discuswerpen
| rang   | atleet       | prestatie |
| ------ | ------------ | --------- |
| Goud   | Chris Postma | 45,27 m   |
| Zilver | Joop Fikkert | 44,85 m   |
| Brons  | Cees Koch    | 41,65 m   |

| rang   | atlete               | prestatie |
| ------ | -------------------- | --------- |
| Goud   | Corry Huygen         | 39,72½ m  |
| Zilver | Cor Aafjes           | 37,74 m   |
| Brons  | Corrie van den Bosch | 36,97 m   |

### Speerwerpen
| rang   | atleet               | prestatie |
| ------ | -------------------- | --------- |
| Goud   | Joop Fikkert         | 58,80½ m  |
| Zilver | Frans van der Heyden | 56,90 m   |
| Brons  | Eef Kamerbeek        | 56,65 m   |

| rang   | atlete        | prestatie |
| ------ | ------------- | --------- |
| Goud   | Carla Wendels | 36,08 m   |
| Zilver | Dini de Haan  | 35,05 m   |
| Brons  | Ada Kok       | 33,87 m   |

### Kogelslingeren
| rang   | atleet           | prestatie |
| ------ | ---------------- | --------- |
| Goud   | Ton van der Maat | 46,55 m   |
| Zilver | Aad de Bruyn     | 43,82 m   |
| Brons  | Gerard de Groot  | 41,52 m   |

### Tienkamp/Vijfkamp
| rang   | atleet            | prestatie |
| ------ | ----------------- | --------- |
| Goud   | Eef Kamerbeek     | 5954 p    |
| Zilver | Fred Moerman      | 5025 p    |
| Brons  | Ludwig de Sanders | 4989 p    |

| rang   | atlete               | prestatie |
| ------ | -------------------- | --------- |
| Goud   | Dini Hobers          | 4058 p    |
| Zilver | Corrie van den Bosch | 3902 p    |
| Brons  | Imke Vaal            | 3876 p    |

### Marathon
| rang   | atleet         | prestatie |
| ------ | -------------- | --------- |
| Goud   | Jan van Ginkel | 2:43.51,0 |
| Zilver | J.A. Smits     | 2:44.36,0 |
| Brons  | Ad Moons       | 2:55.11,0 |

### 50 km snelwandelen
| rang   | atleet   | prestatie |
| ------ | -------- | --------- |
| Goud   | Jan Cijs | 5:03.05,0 |
| Zilver | n.n.     |           |
| Brons  | n.n.     |           |

1904 · 
1908 · 
1909 · 
1910 · 
1911 · 
1912 · 
1913 · 
1914 · 
1915 · 
1917 · 
1918 · 
1919 · 
1920 · 
1921 · 
1922 · 
1923 · 
1924 · 
1925 · 
1926 · 
1927 · 
1928 · 
1929 · 
1930 · 
1931 · 
1932 · 
1933 · 
1934 · 
1935 · 
1936 · 
1937 · 
1938 · 
1939 · 
1940 · 
1941 · 
1942 · 
1943 · 
1944 · 
1946 · 
1947 · 
1948 · 
1949 · 
1950 · 
1951 · 
1952 · 
1953 · 
1954 · 
1955 · 
1956 · 
1957 · 
1958 · 
1959 · 
1960 · 
1961 · 
1962 · 
1963 · 
1964 · 
1965 · 
1966 · 
1967 · 
1968 · 
1969 · 
1970 · 
1971 · 
1972 · 
1973 · 
1974 · 
1975 · 
1976 · 
1977 · 
1978 · 
1979 · 
1980 · 
1981 · 
1982 · 
1983 · 
1984 · 
1985 · 
1986 · 
1987 · 
1988 · 
1989 · 
1990 · 
1991 · 
1992 · 
1993 · 
1994 · 
1995 · 
1996 · 
1997 · 
1998 · 
1999 · 
2000 · 
2001 · 
2002 · 
2003 · 
2004 · 
2005 · 
2006 · 
2007 · 
2008 · 
2009 · 
2010 · 
2011 · 
2012 · 
2013 · 
2014 · 
2015 · 
2016 ·
2017 ·
2018 ·
2019 ·
2020 ·
2021 ·
2022 ·
2023 ·
2024 ·
2025